# Cheilolejeunea ryukyuensis
Cheilolejeunea ryukyuensis là một loài Rêu trong họ Lejeuneaceae. Loài này được Mizut. mô tả khoa học đầu tiên năm 1982.